# Frasnes-lez-Couvin
Frasnes-lez-Couvin is een plaats en deelgemeente van de Waalse gemeente Couvin. Frasnes-lez-Couvin ligt in de provincie Namen en was tot 1 januari 1977 een zelfstandige gemeente. De geologische etage Frasniaan (Devoon) is ingevoerd voor de kalksteenreeks nabij Frasnes.

## Demografische ontwikkeling
- Bronnen:NIS, Opm:1831 tot en met 1970=volkstellingen, 1976= inwoneraantal op 31 december

## Verkeer & vervoer
De plaats ligt aan de N5. 
De plaats ligt aan de spoorlijn 134 van Mariembourg naar Couvin waaraan vroeger het station Frasnes-lez-Couvin lag.

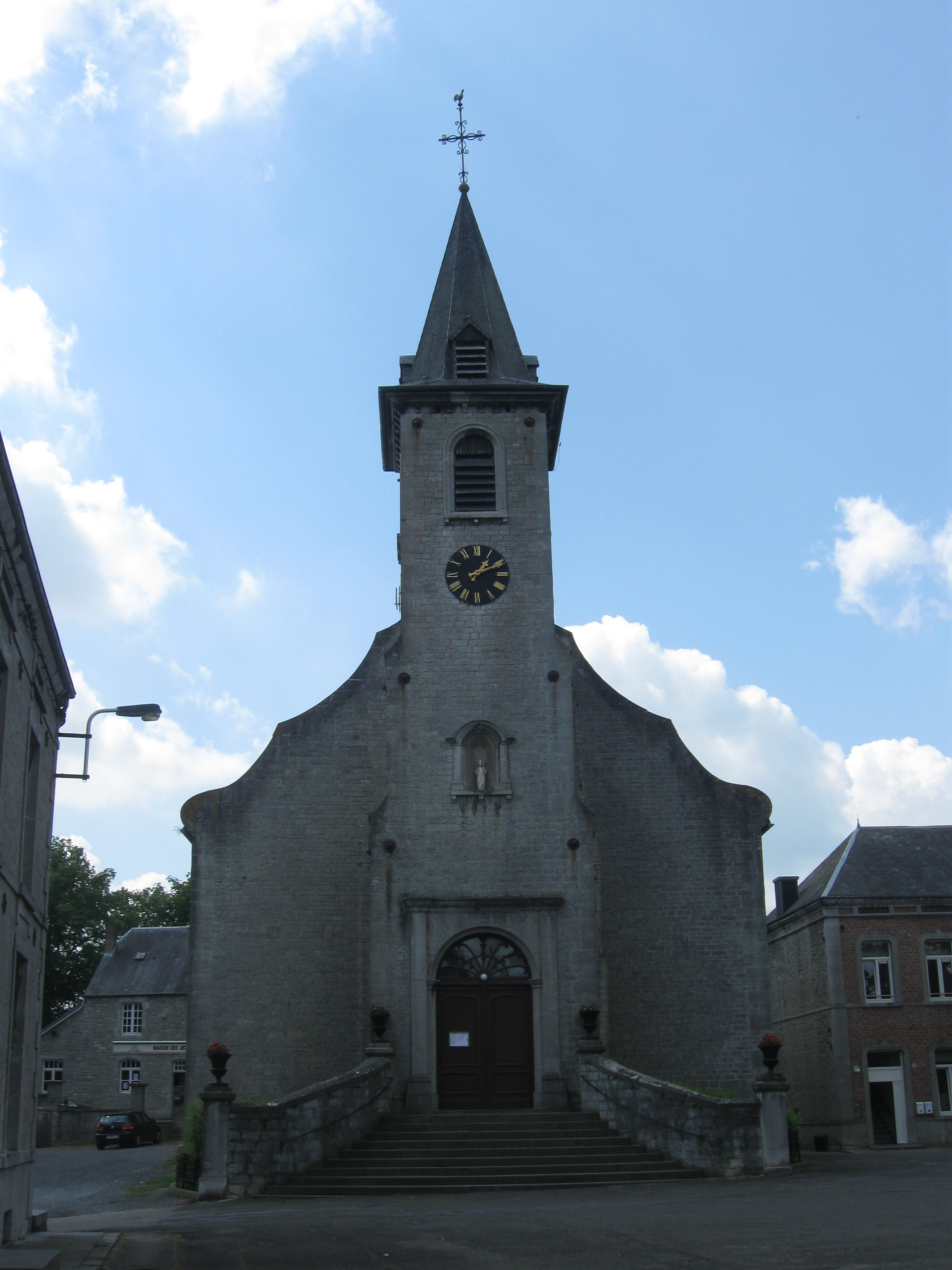
Kerk van Frasnes-lez-Couvin